# Домбровський Василь Федорович
Домбровський Василь Федорович (1810, Гомель, Могильовської губернії — 1845, Київ) — український історик, архівознавець, археограф.

## Біографічні відомості
Народився в сім'ї гомельського городничого. Початкову освіту здобув у місцевому повітому училищі та Могильовській гімназії. Після смерті батька і переїзду родини до Ніжина з 1825 до 1831 року навчався в ніжинський гімназії вищих наук, яку закінчив із званням кандидата та медаллю. Через матеріальну скруту мусив одразу ж розпочати службу — був наглядачем при ліцейному пансіоні та виконувачем обов'язків учителя німецької мови. Завдяки своїй глибокій зацікавленності вітчизняною історією, працелюбності, педагогічному хистові зробив викладацьку кар'єру: протягом 1833–1838 років Василь Домбровський викладав вітчизняну історію та географію у Київському повітовому училищі, Київській губернській та Першій київській гімназіях. Від 1837 року викладав історію і географію в університеті Святого Володимира та Київському інституті шляхетних дівчат. У 1839 р. історик був відряджений для огляду навчальних закладів Волинської губернії. Від 1840 року обіймав посаду екстраординарного професора на новоствореній кафедрі російської історії Київського університету. Був блискучим лектором. 1841—1842 рр. започатковував традицію читання публічних лекцій з вітчизняної історії для киян. У 1843 р. вченого призначили членом Тимчасової комісії для розгляду давніх актів (1843—1921), яку в літературі традиційно називають Київською археографічною комісією. У 1844 р. В. Ф. Домбровського прийняли у Копенгагенське королівське товариство північних антикварів. Нагороджений орденом Святого Станіслава ІІІ ступеня.

## Наукова діяльність
Сфера інтересів Домбровського — історія правобережних українських земель. Зібрані у 1839 р. під час відрядження для огляду навчальнихзакладів Волинської губернії матеріали він опублікував у нарисах «Острозька старовина» та «Луцьк», які були написані подорожніми нотатками. Поряд із викладом літописних і відомих історичних фактів автор наводив і свої особисті враження від описуваних місць. Праці були одними з перших краєзнавчих досліджень Правобережжя України і становили значний науковий інтерес. Друкувалися вони у започаткованому М. О. Максимовичем альманасі «Київлянин». У 1841 р. вчений їздив до Луцька з метою обстеження місцевих архівів. Під час поїздки 1843 року за маршрутом Київ — Житомир — Кременець — Почаїв — Луцьк — Володимир-Волинський — Київ (понад 1000 км) В. Домбровський обстежив і описав вісім великих архівів, а також архіви церков, монастирів, купував документи у приватних осіб. Ним були зібрані та відправлені генерал-губернаторові:
1. Архів Кременецького повітового суду (одна ціла і три фрагменти актових книг 80-90-х років XVI ст.);
2. Архів Почаївської Лаври (17 документів XVI–XVII ст.);
3. Архів Луцького духовного правління (24 акти XVI—XVII ст.);
4. Архів Луцького повітового суду (16 актів половини XVI ст.);
5. Архів Володимирського домініканського монастиря (4 документи середини XVI — початку XVII ст.);
6. Архів Володимирського повітового суду (12 актових книг другої половини XVI — початку XVII ст.).

Зібрані вченим матеріали склали основну джерельну базу Київської тимчасової комісії для розбору давніх актів на час її заснування.
В. Ф. Домбровський — один з чотирьох членів-співзасновників Київської тимчасової комісії для робору давніх актів (київська археографічна комісія). Він першим звернув увагу на значення актових книг як важливого історичного джерела, зробив спробу їхньої класифікації.
В. Ф. Домбровський перекладав іноземну мемуаристику, зокрема переклав з латини лист Іоанна Кобенцеля до австрійського кореспондента. Цей лист подавав європейцям відомості про Московію XVI ст., написаний на основі подорожі посла Іоанна Кобенцеля від імператора Максиміліана II до Московського царства 1573 року.
У 1843–1844 роках В. Домбровський був редактором історичного відділу «Памятников, издаваемых Временною комиссиею для разбора древних актов». У 1844 році обраний членом Копенгагенського королівського товариства північних антикваріїв.